# 764 هـ
764 هـ هي سنة في التقويم الهجري امتدت مقابلةً في التقويم الميلادي بين سنتي 1362 و1363.

## مواليد
- تقي الدين المقريزي

## وفيات
- ابن شاكر
- صلاح الدين الصفدي